# Ley cuadrático-cúbica

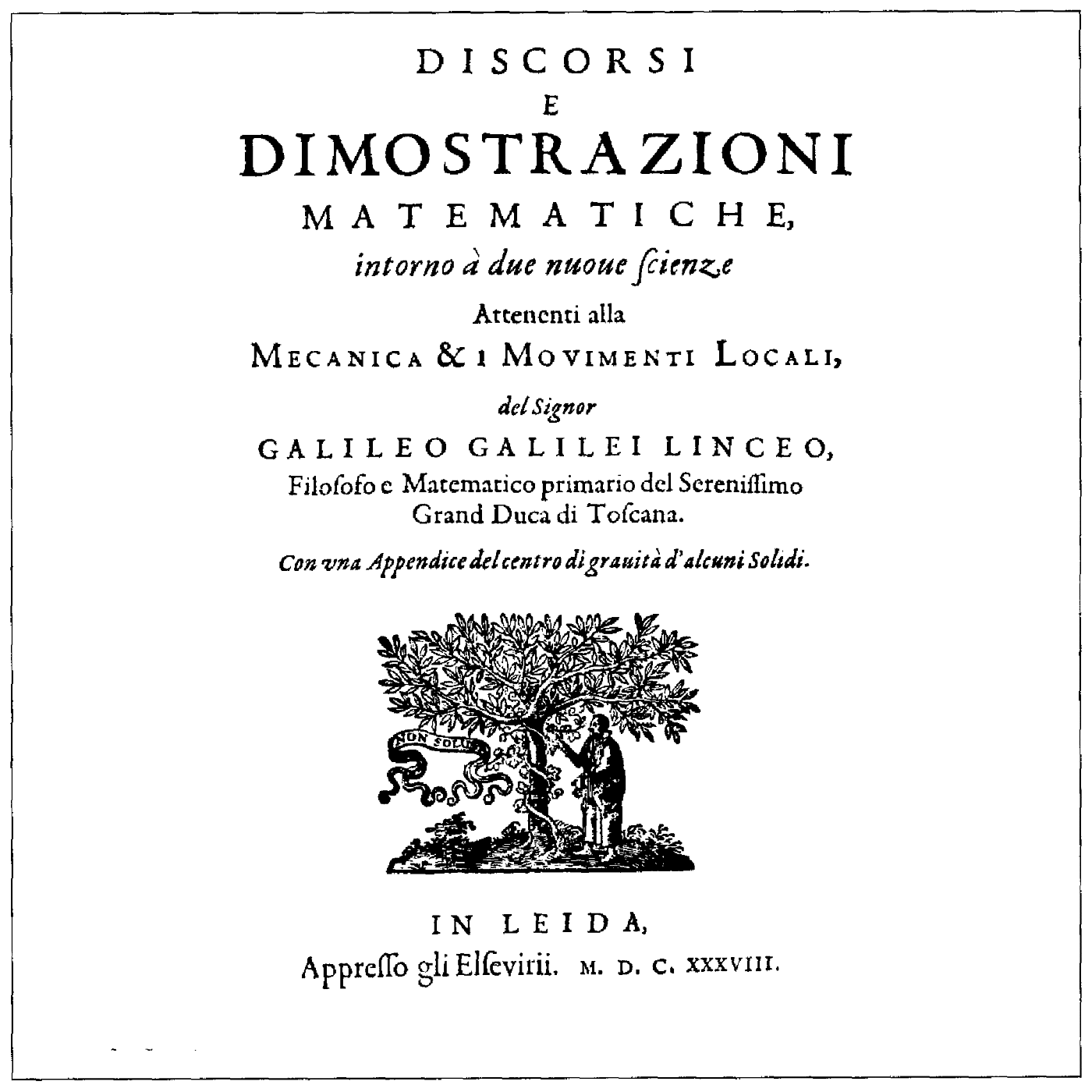
La ley cuadrático-cúbica fue mencionada por primera vez en Due Nuove Scienze (1638).

La ley cuadrático-cúbica es un principio matemático-geométrico, aplicado en varios campos científicos y técnicos, que describe la relación entre volumen y área de un cuerpo a medida que aumenta o disminuye su forma o figura. Fue descrita por primera vez en 1638 por Galileo Galilei en su libro Dos nuevas ciencias: Discorsi e Dimostrazioni Matematiche, intorno a due nuove scienze.
En términos generales este principio establece que, cuando una forma crece en tamaño, su volumen crece más rápido que su superficie. Cuando se aplica al mundo real, este principio tiene muchas implicaciones que son importantes en campos que van desde la ingeniería mecánica a la biomecánica. Esto ayuda a explicar gran variedad de fenómenos, por ejemplo por qué a grandes mamíferos como los elefantes les cuesta más enfriarse, que a los más pequeños, como los ratones, y por qué hay límites fundamentales para el tamaño de los castillos de arena .

## Descripción
La ley del cuadrado-cubo puede enunciarse como sigue:

Cuando un objeto se somete a un aumento proporcional en tamaño, su nuevo volumen es proporcional al cubo del multiplicador y su nueva superficie es proporcional al cuadrado del multiplicador.

Representa matemáticamente:

{\displaystyle v_{2}=v_{1}\left({\frac {\ell _{2}}{\ell _{1}}}\right)^{3}}

donde {\displaystyle v_{1}} es el volumen original, {\displaystyle v_{2}} es el nuevo volumen, {\displaystyle \ell _{1}} es la longitud original y {\displaystyle \ell _{2}} es la nueva longitud.

{\displaystyle A_{2}=A_{1}\left({\frac {\ell _{2}}{\ell _{1}}}\right)^{2}}

donde {\displaystyle A_{1}} es el área original y {\displaystyle A_{2}} es la nueva área.
Por ejemplo, un bloque simétrico y homogéneo con una arista (longitud lateral) de 1 metro, tiene una superficie de 6 m 2 y un volumen de 1 m 3 . Si las dimensiones del objeto se duplican (multiplicador = 2) su nuevo volumen será 8 m³, mientras que su nueva superficie será 24 m². Como se puede observar la relación entre volumen y área cambia de forma significativa al modificar la escala.
Este principio se aplica a todos los sólidos.

## Ingeniería
Cuando a un objeto físico, manteniendo la misma densidad, se le agranda, su masa se incrementa por el cubo del multiplicador, mientras que su superficie sólo aumenta por el cuadrado de dicho multiplicador. Esto significa que cuando el objeto final se acelera al mismo ritmo que el original, más presión se ejerce sobre la superficie del mismo. Veamos un ejemplo simple de un cuerpo de masa M, con una aceleración a, y una superficie A, sobre la que actúa la fuerza de aceleración. La fuerza debida a la aceleración, {\displaystyle F=Ma}; y la presión de empuje:

{\displaystyle T={\frac {F}{A}}=M{\frac {a}{A}}}.

Ahora, vamos a considerar el objeto aumentado por un factor multiplicador = x por tanto la nueva masa sería, {\displaystyle M'=x^{3}M}, y la nueva superficie sobre la que la fuerza está actuando, {\displaystyle A'=x^{2}A}. La nueva fuerza debida a la aceleración {\displaystyle F'=x^{3}Ma} y la presión de empuje resultante, 

{\displaystyle {\begin{aligned}T'&={\frac {F'}{A'}}\\&={\frac {x^{3}}{x^{2}}}\times M{\frac {a}{A}}\\&=x\times M{\frac {a}{A}}\\&=x\times T\\\end{aligned}}}

Por lo tanto, el aumento del tamaño de un objeto, manteniendo el mismo material de construcción (densidad), y la misma aceleración, podría aumentar el empuje por el mismo factor de escala. Esto indicaría por qué el objeto tendría menos capacidad para resistir el estrés y sería más propenso al colapso mientras se acelera.
Por esta razón vehículos de gran tamaño dan bajo rendimiento en las pruebas de choque y por qué hay límites en cuanto a la altura de los edificios. Del mismo modo, cuanto mayor es un objeto, otros objetos pequeños resisten menos su movimiento, evitando que desacelere.

### Ejemplos en ingeniería
En el Airbus A380 las alas y superficies de control (timones y elevadores) son relativamente grandes en comparación con el fuselaje del avión. En un Boeing 737 estas relaciones parecen ser mucho más "proporcionadas", pero si el diseño del A380 hubiera sido un mero aumento de las dimensiones del diseño del 737, resultarían alas demasiado pequeñas para el peso de la aeronave.
Un clipper necesita relativamente más superficie de vela que un sloop para alcanzar la misma velocidad, es decir, hay mayor relación entre la superficie de las velas que entre la relación de pesos.

## Biomecánica
Si un animal se ampliara en una cantidad considerable, su fuerza muscular relativa sería muy reducida, ya que la sección transversal de sus músculos se incrementaría solo por el cuadrado del factor de escala, mientras que su masa se incrementaría por el cubo del factor de escala. Como resultado, las funciones cardiovasculares y respiratorias, se verían gravemente comprometidas.
En el caso de animales voladores, la carga alar sería mayor si estos se ampliaran, y por lo tanto tendrían que volar más rápido para obtener la misma cantidad de sustentación . La resistencia del aire por unidad de masa es también más alta para los animales más pequeños, por lo que un animal pequeño como una hormiga no puede ser aplastado por la caída desde una altura considerable.
Como aclaró el biólogo JBS Haldane, los animales grandes no se asemejan a los animales pequeños: un elefante no puede ser confundido con un ratón de tamaño ampliado. Los huesos de un elefante son necesariamente proporcionalmente mucho más grandes que los huesos de un ratón, ya que deben llevar el peso proporcionalmente mayor. Para citar el ensayo seminal de Haldane Ser del tamaño correcto , "... considerar un hombre de 60 pies de altura ... los gigantes Pope y Pagan que aparecen en El Progreso del Peregrino .... Estos monstruos ... pesan 1.000 veces más que Cristian. Cada pulgada cuadrada de un hueso de gigante debe soportar 10 veces el peso que soporta por una pulgada cuadrada un hueso humano. Como el fémur humano se rompe con cerca de 10 veces el peso humano, Pope y Pagan romperían sus fémures cada vez que dieran un paso."
Los animales gigantes que se ve en las películas de terror (por ejemplo, Godzilla o King Kong) también son poco realistas, ya que su tamaño les obligaría a colapsar, necesitarían unas bases muy desproporcionales e ilógicamente fuertes para poder soportar el aumento de peso. Por eso, no es ninguna coincidencia que los animales más grandes que existen hoy en día sean gigantes animales acuáticos, ya que la flotabilidad del agua contrarresta, en cierta medida los efectos de la gravedad. Por lo tanto, las criaturas del mar pueden crecer a tamaños muy grandes sin las mismas estructuras músculo-esqueléticas que se requeriría en las criaturas terrestres de tamaño similar. Estos son ejemplos de la Relación Superficie-Volumen.